# 러브 차일드 (드라마)
《러브 차일드》(영어: Love Child)는 2014년부터 현재까지 방영된 오스트레일리아의 텔레비전 드라마이다.